# دوري الدرجة الثالثة السعودي
الدوري السعودي لكرة القدم الدرجة الثالثة تعتبر مسابقة لأندية الدرجة الثالثة في كرة القدم في السعودية (الدوري السعودي لأندية الدرجة الثالثة) رابع بطولة تقام بنظام و مسمى الدوري في كرة القدم السعودية بعد الدوري الممتاز و دوري الدرجة الأولى و دوري الدرجة الثانية ، و تقام البطولة من دورين من 4 مجموعات ,ويشرف عليها الاتحاد السعودي لكرة القدم حيث يتأهل 4 فرق التي تتصدر كل مجموعة للدوري السعودي لأندية الدرجة الثانية، وتهبط الفرق أصحاب المركز العاشر في كل مجموعة إلى الدرجة الرابعة.

## استحداث البطولة
استحدث مجلس إدارة اتحاد كرة القدم دورياً جديداً باسم دوري الدرجة الثالثة، مكوناً من 32 فريقاً، ومقسماً إلى أربع مجموعات مناطقياً،,4 فرق تصعد إلى دوري الدرجة الثانية، وهم المتأهلون إلى نصف النهائي.إعتباراً من موسم 2021- 2022.

## الفرق المشاركة في أول نسخة
| الفريق      | المدينة       | المنطقة         |
| ----------- | ------------- | --------------- |
| الأمجاد     | صبيا          | جازان           |
| الإنطلاق    | سكاكا         | الجوف           |
| الأنوار     | حوطة بني تميم | الرياض          |
| البطين      | ضرما          | الرياض          |
| الجبيل      | الجبيل        | المنطقة الشرقية |
| الحجاز      | بلجرشي        | الباحة          |
| الحوراء     | أملج          | تبوك            |
| الدرع       | الدوادمي      | الرياض          |
| السلمية     | الخرج         | الرياض          |
| الشعيب      | حريملاء       | الرياض          |
| الشهيد      | محايل عسير    | عسير            |
| الصقور      | تبوك          | تبوك            |
| العلا       | العلا         | المدينة المنورة |
| العمران     | الأحساء       | المنطقة الشرقية |
| الغوطة      | موقق          | حائل            |
| الفاو       | السليل        | الرياض          |
| الفرسان     | سراة عبيدة    | عسير            |
| القلعة      | سكاكا         | الجوف           |
| القوارة     | القوارة       | القصيم          |
| القوس       | الخرمة        | مكة المكرمة     |
| المجزل      | تمير          | الرياض          |
| النور       | القطيف        | المنطقة الشرقية |
| الوطني      | تبوك          | تبوك            |
| بيش         | بيش           | جازان           |
| جرش         | أحد رفيدة     | عسير            |
| رضوى        | ينبع          | المدينة المنورة |
| ساجر        | ساجر          | الرياض          |
| شرورة       | شرورة         | نجران           |
| قرية العليا | قرية العليا   | المنطقة الشرقية |
| قلوة        | قلوة          | الباحة          |
| كميت        | مرات          | الرياض          |
| مضر         | القطيف        | المنطقة الشرقية |

## قائمة الأبطال منذ استحداث البطولة
| الموسم  | الفائز | الوصيف  |
| ------- | ------ | ------- |
| 22-2021 | نيوم   | القوس   |
| 23-2022 | مضر    | النور   |
| 24-2023 | العلا  | الأنوار |
| 25-2024 | القلعة | جبة     |

## وصلات خارجية
- الاتحاد السعودي لكرة القدم